# El Nancito
El Nancito est un corregimiento situé dans le district de Remedios, province de Chiriquí, au Panama. En 2010, la localité comptait 607 habitants.

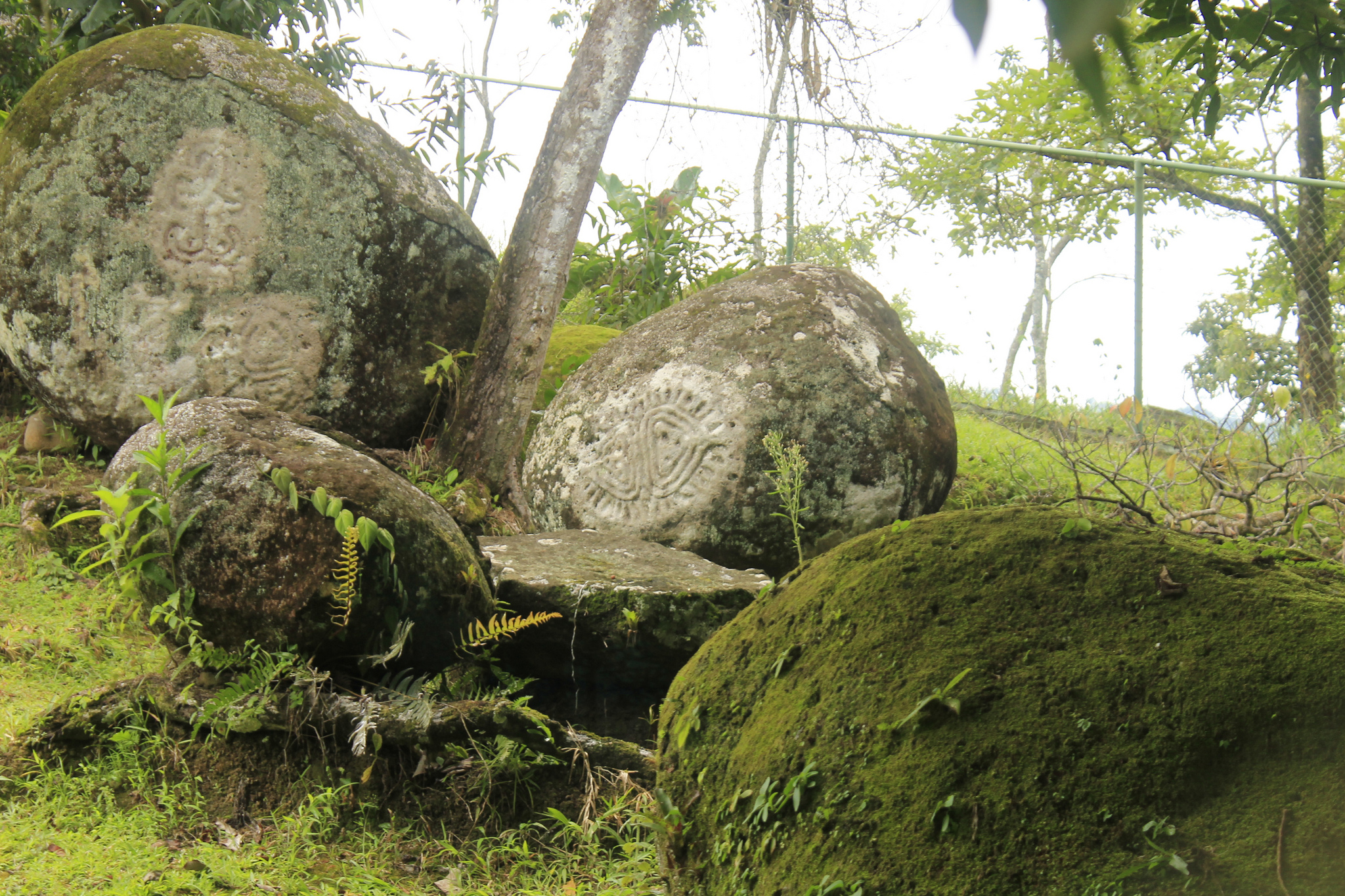
Pétroglyphes de Nancitos, Cerro de la Valeria y Río Santa Lucía